# Уичита (язык)
Уичита (Wichita) — исчезающий язык каддоанской семьи, на котором ранее говорило племя уичита в городе Анадарко округа Каддо, на западе центральной части штата Оклахома в США. К этому языку относились диалекты уэйко и тавакони. Перепись населения США 1990 г. зарегистрировала 38 носителей языка уичита. К 1999 году из них оставалось менее 30 человек. Последней носительницей являлась Дорис МакЛемор (16 апреля 1927 — 30 августа 2016), умершая 30-го августа 2016 года. МакЛемор была метиской, её отец был белым, а мать была представительницей народа уичита. Языку Дорис МакЛемор научилась от чистокровных уичита — родителей своей матери, которые её воспитывали. В настоящее время есть ещё несколько людей понимающих язык уичита, но народ говорит на английском языке.